# Lesko
Lesko è un comune urbano-rurale polacco del distretto di Lesko, nel voivodato della Precarpazia.
Ricopre una superficie di 111,58 km² e nel 2004 contava 11 530 abitanti.